# Jesse Edge
Jesse Edge (Tauranga, 26 febbraio 1995) è un calciatore neozelandese, difensore dell'IFK Malmö.

## Carriera

### Club
Dopo aver giocato in tre club del suo paese, a gennaio 2014 viene acquistato dal Vicenza; è il primo calciatore neozelandese ad aver firmato un contratto da professionista in Italia.

### Nazionale
Ha giocato con la Nuova Zelanda Under-17 le 4 partite del campionato mondiale di calcio Under-17 2011 e con l'Under-20 nell'OFC Under-20 Championship 2013.
Nel 2014 è stato convocato in nazionale maggiore.

## Palmarès

### Club

#### Competizioni internazionali
- OFC Champions League: 1

Auckland City: 2016